# Михајло Хорњак
Михајло Хорњак (рсн. Михайло Горняк; Ђурђево, 20. јули 1929 — Београд 14. мај 2011) је био југословенски дипломата и амбасадор.

## Биографија
Михајло Хорњак је рођен 1929. године као четврто дете у фамилији Хорњак. Четири разреда основне школе је завршио 1940. године у Ђурђеву. Наредна три разреда, за време окупације 1941-1944, је завршио на мађарском језику. Гимназију завршава у Руском Крстуру, Врбасу и Бечеју.
Дипломирао је на новинарско-дипломатској високој школи и на Филозофском факултету (историја). У међувремену постаје сарадник новина "Руско слово" и у новосадским новинама "Дневник".

## Каријера
У министарство спољних послова долази 1957. године а 1958. године одлази у амбасаду СФРЈ у Букурешту као аташе. 1968. године је постављен као шеф одсека за односе са Кином а 1969. године је именован као саветник за односе са земљама Индокине и бива премештен у амбасаду СФРЈ у Пекингу.
У децембру 1972. из Пекинга је пребачен у Ханој (Вијетнам), где је отворио амбасаду. Од 1974. до 1990. године је био на састанцима ОЕБС, ОУН, министарским самитима у Њу Делхију, Луанди, Харареу. Михајло Хорњак је радио у Министарству спољних послова као шеф Одељења за Кину и учествовао је у нормализацији односа са Кином. Као министар-саветник радио је у амбасади у Токију, затим, када се вратио у Београд, радио је у Одбору за анализу и планирање политике, затим је био шеф Одбора за Азију  и именован је за последњег амбасадора у Вијетнаму. После пензионисања живео је у Београду.

## Допринос свом народу
Михајло Хорњак је говорио енглески, француски и румунски, служио се мађарским и шпанским језиком а разумео је све словенске језике.
Од младости је био активан на теми очувања националног идентитета Русина. Његов дипломски рад на крају студија историје била је Историја насељавања Русина са Карпатских планина на Балканско полуострво. Након пензионисања 1991. године је започео интензиван публицистички и новинарски рад. Појављивао се и у текстовима у београдским новинама Политика и Данас, новосадском Дневнику, у Руском Слову, вестима и часописима на другим језицима, а учествовао је и на великим форумима на Интернету. Са енглеског и на енглески је преводио и објављивао текстове важне за Русине.
Подржавао је рад Русинске матке, улазио у отворене расправе са противницима русинства и указивао на процесе који угрожавају друштвени и културно-просветни развој Русина.
Био је члан Друштва за русински језик, књижевност и културу, истовремено члан Секције пријатељства у Београду и активно учествовао у великим акцијама и демонстрацијама, присуствовао промоцији књига и часописа, сарађивао са научницима и стручњацима, писао критике.
Био је ожењен Емилијом, рођеном Костелник, из Руског Крстура (први магистар математичке логике у Југославији). Имали су сина Бориса, који је завршио средњу школу у Пекингу на кинеском, студирао архитектуру у Токију на јапанском, а дипломирао је на Високој школи за менаџмент на Универзитету Стенфорд у Сан Франциску.
Михајло Хорњак је преминуо 14. маја 2011. године у Београду, где је и сахрањен 17. маја 2011. године.
Друштво за русински језик, књижевност и културу постхумно је објавило књигу Михајла Хорњака под насловом Сећање и заборав, Нови Сад, 2019.